# Kristina Reed
Kristina Reed est une productrice américaine des studios Disney.

## Filmographie

### Productrice
- 1998 : Star Trek the Experience: The Klingon Encounter
- 1998 : Parasite Eve
- 1998 : Armageddon
- 1998 : Mighty Joe Young
- 1999 : Inspecteur Gadget
- 2000 : Mission to Mars
- 2002 : La Planète au trésor, un nouvel univers
- 2003 : Peter Pan
- 2004 : Shrek 2
- 2004 : Gang de requins
- 2005 : Madagascar
- 2006 : Nos voisins, les hommes
- 2006 : Souris City
- 2007 : Shrek le troisième
- 2008 : Kung Fu Panda (associée)
- 2012 : Paperman
- 2012 : Les Mondes de Ralph
- 2013 : La Reine des neiges
- 2014 : Feast
- 2014 : Les Nouveaux Héros